# Lainnya (Tlanakan)
Lainnya is een bestuurslaag in het regentschap Pamekasan van de provincie Oost-Java, Indonesië. Lainnya telt 81 inwoners (volkstelling 2010).